# 빌리지 보이스

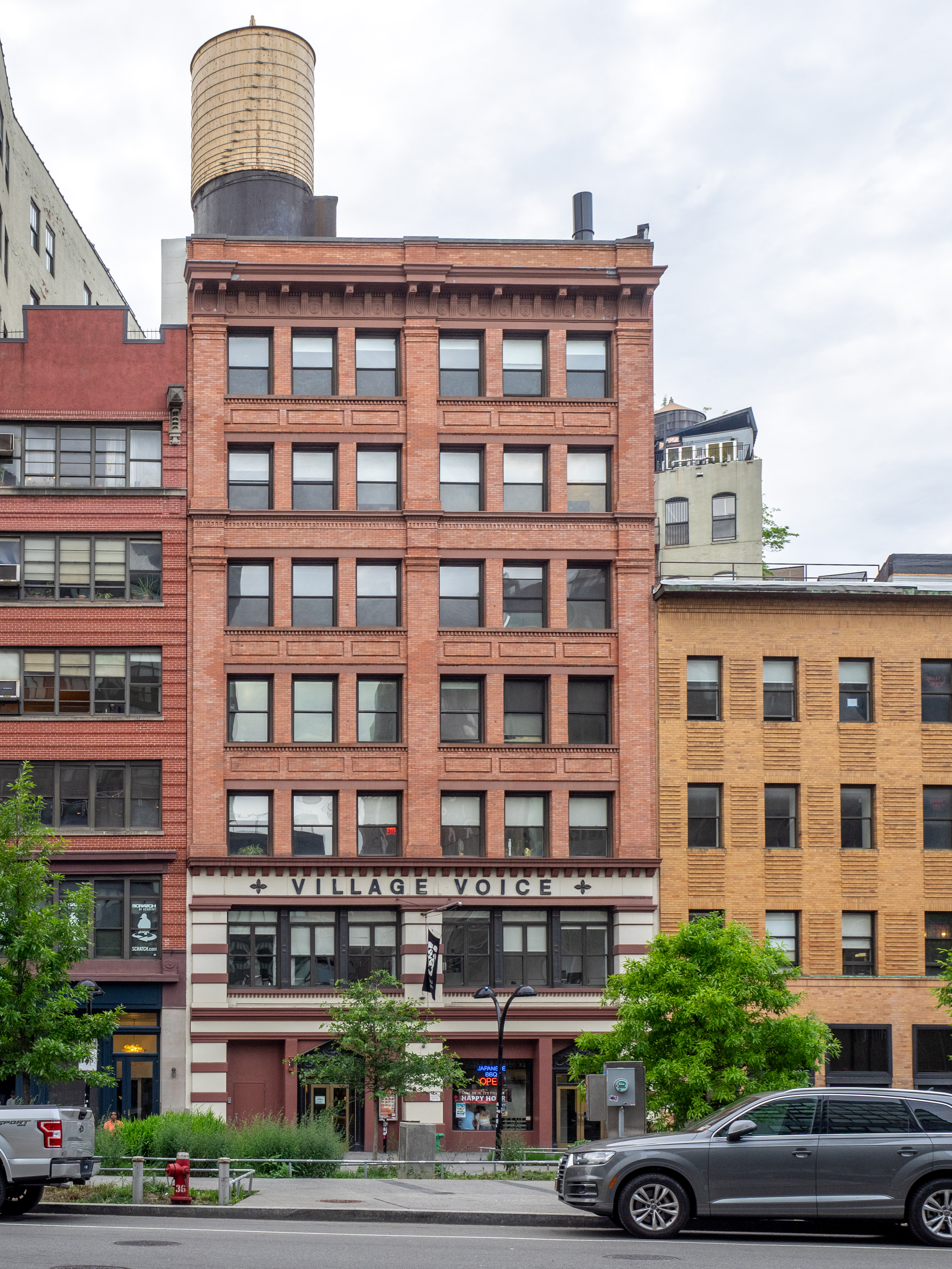
신문사의 쿠퍼 스퀘어 사무실

《빌리지 보이스》(The Village Voice)는 미국 뉴욕시 그리니치빌리지에 본거지를 둔 뉴스 및 문화 간행물로, 미국 최초의 대안 주간지로 알려져 있다. 1955년 댄 울프, 에드 팬처, 존 윌콕, 노먼 메일러에 의해 창간된 《빌리지 보이스》는 뉴욕시의 창조적 공동체를 위한 플랫폼으로 시작되었다. 2017년 발행이 중단되었으나 온라인 아카이브는 계속 접근 가능한 상태로 유지되었다. 소유권 변경 이후, 《빌리지 보이스》는 2021년 4월 분기별 인쇄물로 재발행되었다.
《빌리지 보이스》는 3개의 퓰리처상, 내셔널 프레스 파운데이션 상, 조지 폴크상을 수상했다. 이 간행물은 작가 에즈라 파운드, 만화가 린다 베리, 예술가 그렉 테이트, 음악 평론가 로버트 크리스토, 영화 평론가 앤드류 새리스, 조나스 메카스, J. 호버만 등 다양한 작가와 예술가들의 작품을 게재했다.
2015년 10월, 《빌리지 보이스》는 소유권이 변경되어 이전 모회사인 보이스 미디어 그룹(VMG)과의 모든 관계를 단절했다. 2017년 8월 22일, 《빌리지 보이스》는 인쇄판 발행을 중단하고 완전한 디지털 벤처로 전환할 것이라고 발표했다. 1965년 밥 딜런의 사진이 표지를 장식한 최종 인쇄판은 2017년 9월 21일 배포되었다. 2017년 인쇄 발행을 중단한 후, 《빌리지 보이스》는 2018년 8월 31일까지 웹사이트를 통해 일일 보도를 제공했으며, 이후 새로운 편집 콘텐츠 제작을 중단한다고 발표했다. 2020년 12월 23일, 편집장 R.C. 베이커는 온라인과 분기별 인쇄판을 통해 새로운 기사 발행을 재개할 것이라고 발표했다. 2021년 1월부터 웹사이트에 새로운 원고가 다시 게재되기 시작했으며, 2021년 4월에는 봄 인쇄판이 발행되었다. 《빌리지 보이스》의 웹사이트는 계속해서 시사와 관련된 아카이브 자료를 제공하고 있다.

## 같이 보기
- 에이미 굿먼